# Cantone di Mitry-Mory
Il Cantone di Mitry-Mory è una divisione amministrativa dell'arrondissement di Meaux.
A seguito della riforma complessiva dei cantoni del 2014 è passato da  a  comuni.

## Composizione
Prima della riforma del 2014 comprendeva i comuni di:
- Charmentray
- Charny
- Compans
- Fresnes-sur-Marne
- Gressy
- Iverny
- Messy
- Mitry-Mory
- Nantouillet
- Le Plessis-aux-Bois
- Précy-sur-Marne
- Saint-Mesmes
- Villeroy

Dal 2015 comprende i comuni di:
- Compans
- Dammartin-en-Goële
- Juilly
- Longperrier
- Marchémoret
- Mauregard
- Le Mesnil-Amelot
- Mitry-Mory
- Montgé-en-Goële
- Moussy-le-Neuf
- Moussy-le-Vieux
- Nantouillet
- Othis
- Rouvres
- Saint-Mard
- Saint-Pathus
- Thieux
- Villeneuve-sous-Dammartin
- Vinantes